# Keichō
Keichō (慶長?) fu una era del Giappone (年号,?,  nengō,,  lett. "nome dell'anno") dopo Bunroku e prima di Genna. Ebbe inizio il 27 ottobre 1596 e finì nel luglio 1615. Gli imperatori regnanti furono Go-Yōzei-tennō (後陽成天皇?) e Go-Mizunoo-tennō (後水尾天皇?).

## Il cambio di era
Keichō gannen (慶長元年?), 1596: il cambiamento dall'era Bunroku all'era Keichō fu decretato per celebrare la fine di numerosi disastri naturali. La nuova era cominciò il 27 ottobre del quinto anno dell'era Bunroku.

## Eventi dell'eraKeichō

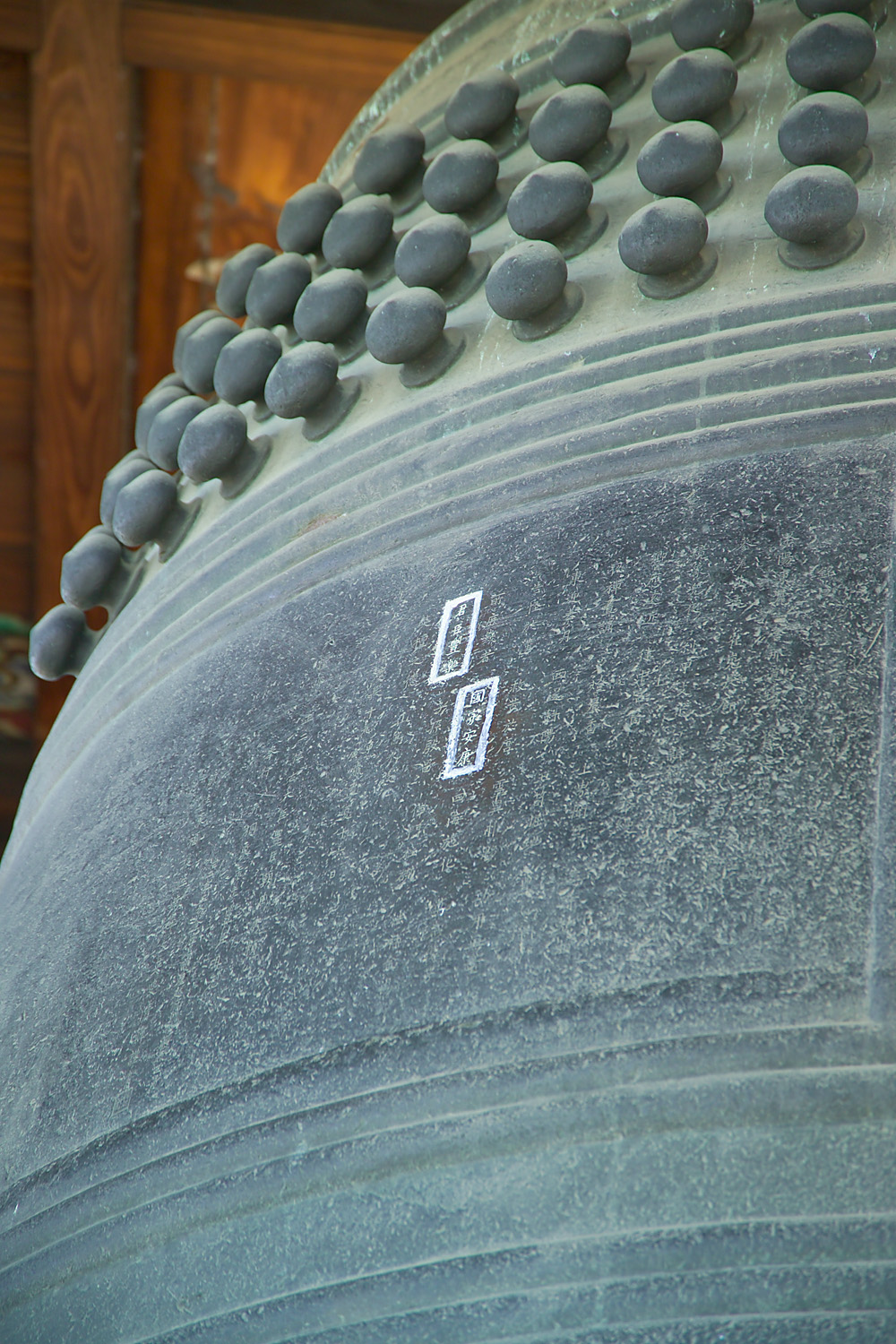
Campana del tempio Hōkō-ji.

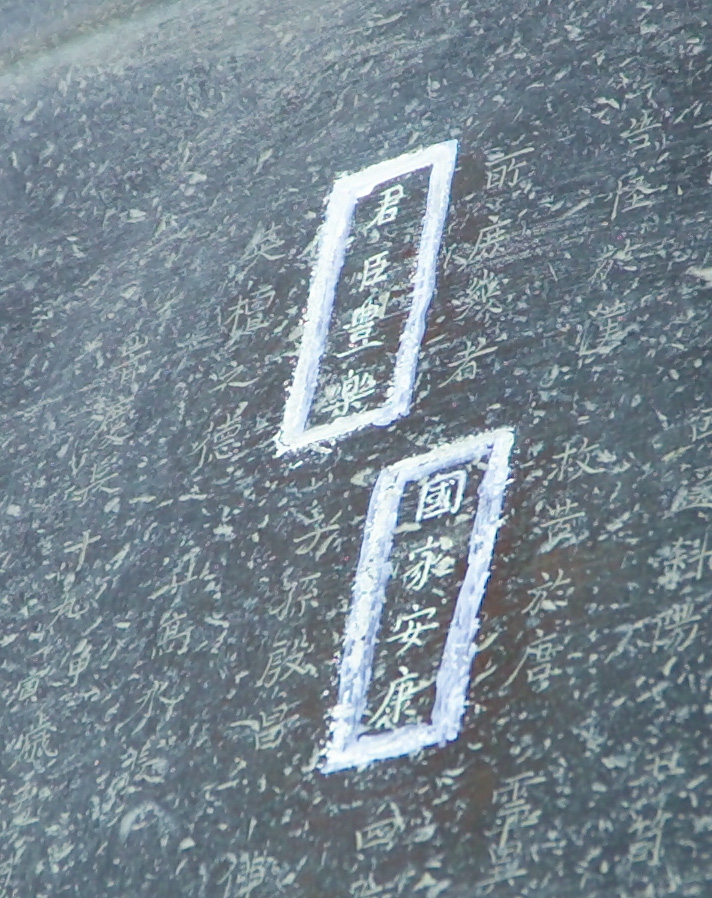
Iscrizione sulla campana del tempio Hōkō-ji a Kyōto.

- Keichō 1: fine 1596, fallimento dei negoziati tra Giappone e Impero cinese dopo la prima delle due invasioni della Corea volute da Toyotomi Hideyoshi, che pianificò la seconda a cui venne dato il nome invasione Keichō, iniziata il 27 agosto 1597.[2]
- Keichō 2 (1597): inaugurazione del castello di Okayama
- Keichō 3, il diciottesimo giorno dell'ottavo mese (1598): Toyotomi Hideyoshi, il Taiko morì nel suo castello di Fushimi a Kyōto all'età di sessantatré anni.[1]
- Keichō 5, nel quindicesimo giorno del nono mese (1600): Battaglia di Sekigahara. Il clan Tokugawa ed i suoi alleati sconfiggono i clan rivali e riunificano il Giappone.[1]
- Keichō 7 (15 gennaio, 1602): Un incendio viene scatenato da alcuni lavoratori disattenti nel tempio Hōkō-ji a Kyōto; la grande statua del Buddha (大仏?, Daibutsu) e la struttura che la conteneva (il Daibutsu-den) vengono distrutte dalle fiamme.[3][1]
- Keichō 8 (1603): Tokugawa Ieyasu diventa shōgun, ha ufficialmente inizio quello che in seguito sarebbe stato conosciuto come lo shogunato Tokugawa. Toyotomi Hideyori viene eletto Naidaijin a Miyako Daijō-kan.[1]
- Keichō 10 (1605): Tokugawa Hidetada viene designato nuovo shōgun dopo che il padre si ritira dalla posizione.
- Keichō 10, quindicesimo giorno del dodicesimo mese (1605): una nuova isola vulcanica, Hachijōko-jima, sorge dalle acque accanto all'isola Hachijō (八丈島,?, Hachijō-jima) nelle isole Izu (伊豆諸島,?, Izu-shotō) che si trovano a sud e ad est dalla penisola di Izu.
- Keichō 11 (1606): comincia la costruzione del castello di Edo.
- Keichō 12 (1607): comincia la costruzione del castello di Sumpu nella provincia di Suruga, l'attuale Shizuoka; un ambasciatore arriva dalla Cina per congratularsi con l'imperatore del Giappone.
- Keichō 14 (1609):  invasione di Ryūkyū da parte di Shimazu daimyō di Satsuma.
- Keichō 15 (15 novembre, 1610): Toyotomi Hideyori ordina la ricostruzione dell'Hōkō-ji di Kyoto secondo i piani approvati dal padre, che prevedono un nuovo Daibutsu in bronzo per rimpiazzare l'immagine lignea distrutta nell'incendio. Ordina inoltre di costruire una grande campana in bronzo per il tempio.[1][3]
- Keichō 15, il ventisettesimo giorno del terzo mese (1610): Hideyori va a Miyako per visitare l'ex-shōgun Tokugawa Ieyasu; quello stesso giorno, l'imperatore Go-Yōzei abdica ed il figlio Masahito riceve la carica (senso).
- Keichō 16 (1611): l'imperatore Go-Mizunoo accede formalmente al trono. (sokui).
- Keichō 19 (24 agosto, 1614): fusione della nuova campana di bronzo dell'Hōkō-ji, per la cui inaugurazione furono programmate delle cerimonie, ma all'ultimo minuto Ieyasu proibì che si svolgessero. Le iscrizioni fatte incidere da Hideyori sul Daibutsu-den e sulla campana recavano scritto "Kokka ankō" (che significa "paese e casa, pace e tranquillità"), e a causa di questo Tokugawa Ieyasu divenne sospettoso, intendendo lo scritto come una maledizione su di lui, per via del carattere 安 (an, "pace") posto tra i due caratteri che componevano il suo stesso nome 家康 ("ka-kō", "tranquillità della casa"). Secondo l'interpretazione dell'ex shōgun, tali iscrizioni significavano che la pace si potesse ottenere soltanto con la sua sconfitta. Questo incidente dell'iscrizione fu il pretesto che portò all'inizio delle ostilità. Ieyasu si rese conto che non avrebbe potuto godere del potere che aveva ottenuto con la forza fintanto che Hideyori era in vita. Nonostante quest'ultimo avesse presentato le proprie scuse più di una volta mandando il suo kerei Katagiri Katsumoto presso il castello di Sumpu, Ieyasu rifiutò di riappacificarsi.[1][3]

(8 novembre 1614): inizio dell'assedio di Osaka. Lo shōgun sconfigge Hideyori e dà fuoco al Castello di Osaka, per poi tornare ad Edo dopo aver siglato una tregua con Hideyori.
- Keichō 19, il venticinquesimo giorno del decimo mese (1614): un forte terremoto scuote Miyako.
- Keichō 20 (maggio 1615): comincia la campagna estiva della guerra di Osaka che ha termine in luglio con la sconfitta e la morte di Hideyori.